# Face the Music (album)
Pour les articles homonymes, voir Face the Music.
Albums de Electric Light Orchestra
Eldorado
(1974) A New World Record
(1976)
Face the Music est le cinquième album studio d'Electric Light Orchestra, sorti en 1975.

## Titres
Toutes les chansons sont écrites et composées par Jeff Lynne.
| 1.    | Fire on High     | 5:30 |
| 2.    | Waterfall        | 4:27 |
| 3.    | Evil Woman       | 4:19 |
| 4.    | Nightrider       | 4:23 |
| 5.    | Poker            | 3:31 |
| 6.    | Strange Magic    | 4:29 |
| 7.    | Down Home Town   | 3:54 |
| 8.    | One Summer Dream | 5:47 |
| 36:20 |                  |      |

## Musiciens
- Jeff Lynne : chant, guitares, claviers
- Bev Bevan : batterie, percussions, chant
- Richard Tandy : claviers, guitare
- Kelly Groucutt : basse, chant
- Mik Kaminski : violon
- Hugh McDowell : violoncelle
- Melvyn Gale : violoncelle